# عبد السلام العيوني
عبد السلام العيوني (مواليد 16 مايو 1994) هو لاعب ألعاب قوى تونسي متخصص في ركض المسافات المتوسطة.